# Ryūnosuke Kamiki
Ryūnosuke Kamiki (神木 隆之介, Kamiki Ryūnosuke) est un acteur japonais, né le 19 mai 1993 à Fujimi.
Il est spécialisé dans le doublage, notamment pour des films ou séries d'animation japonais (Seiyū) mais aussi pour les versions doublées en japonais de films étrangers comme Kirikou et la Sorcière ou La Marche de l'empereur.

## Filmographie sélective
- 2012 : The Kirishima Thing de Daihachi Yoshida :
- 2013 : SPEC: Close Incarnation (SPEC～結～漸ノ篇 ), de Yukihiko Tsutsumi (Rôle : Juichi Ninumae)
- 2013 : Spec: Close Reincarnation (SPEC～結～爻ノ篇), de Yukihiko Tsutsumi (Rôle : Juichi Ninumae)
- 2014 : Rurouni Kenshin : Kyoto Inferno (るろうに剣心　京都大火編), de Keishi Ohtomo (Rôle : Soujiro Seta)
- 2014 : Rurouni Kenshin : The Legend Ends (るろうに剣心 伝説の最期編), de Keishi Ohtomo (Rôle : Soujiro Seta)
- 2014 : Comme les Dieux le veulent (神さまの言うとおり), de Takashi Miike (Rôle : Takeru Amaya)
- 2015 : Bakuman (バクマン), de Hitoshi One (Rôle : Akito Takagi)
- 2015 : Baies empoisonnées dans mon cerveau (脳内ポイズンベリー), de Yuiichi Sato (Rôle : Ishibashi)
- 2016 : Trop jeune pour mourir (TOO YOUNG TO DIE!　若くして死ぬ), de Kankuro Kudo (Rôle : Daisuke)
- 2016 : Le soleil (太陽), de Yu Irie (Rôle : Tetsuhiko Okudera)
- 2017 : Mars entre comme un lion (3月のライオン 前編 ), de Keishi Ohtomo (Rôle : Rei Kiriyama)
- 2017 : Mars entre comme un mouton (3月のライオン 後編), de Keishi Ohtomo (Rôle : Rei Kiriyama)
- 2017 : Jojo's Bizarre Adventure : Diamond is unbreakable (ジョジョの奇妙な冒険 ダイヤモンドは砕けない　第一章 ), de Takashi Miike (Rôle : Koichi Hirose)
- 2017 : Tales of Chigasaki : My Little Hometown (茅ヶ崎物語～MY LITTLE HOMETOWN～), de Hizuru Kumasaka (Rôle Junichi Miyaji)
- 2019 : Fortuna's eye (フォルトゥナの瞳), de Takahiro Miki (Rôle : Shinishiro Kiyama)
- 2019 : Murder at Shijinso (屍人荘の殺人), de Hisashi Kimura (Rôle : Yuzuru Hamura)
- 2020 : Last Letter (ラストレター), de Shunji Iwai (Rôle : Kyoshiro Otosaka)[1]
- 2021 : Kenshin : L'Achèvement (るろうに剣心 最終章 The Final, Rurōni Kenshin saishū shō: The Final?) de Keishi Ōtomo : Sōjirō Seta
- 2023 : Godzilla Minus One (ゴジラ-1.0, Gojira Mainasu Wan?) de Takashi Yamazaki : Kōichi Shikishima

## Doublage
- 1998 : Kirikou et la Sorcière - Kirikou (version japonaise)
- 2001 : Le Voyage de Chihiro - Bō
- 2004 : Le Château ambulant - Markl
- 2005 : La Marche de l'empereur - Le bébé manchot (version japonaise)
- 2006 : Arthur et les Minimoys - Arthur (version japonaise)
- 2007 : Piano Forest
- 2009 : Arthur et la Vengeance de Maltazard - Arthur (version japonaise)
- 2009 : Summer Wars - Kenji Koiso
- 2010 : Arrietty, le petit monde des chapardeurs - Shô
- 2011 : Bakuman - Takagi
- 2014 : Rurouni Kenshin: Kyoto Inferno de Keishi Ōtomo : Sojiro Seta
- 2016 : Your name. - Taki Tachibana
- 2017 : Mary et la fleur de la sorcière : Peter
- 2022 : Suzume : Tomoya Serizawa